# Resolució 906 del Consell de Seguretat de les Nacions Unides
La Resolució 906 del Consell de Seguretat de les Nacions Unides fou adoptada per unanimitat el 25 de març de 1994. Després de reafirmar les resolucions 849 (1993), 854 (1993), 858 (1993), 876 (1993), 881 (1993) 892 (1993), 896 (1993), i 901 (1994), el Consell va lamentar que no s'hagués acordat cap acord polític entre Abkhàzia i Geòrgia, i va ampliar el mandat de la Missió d'Observació de les Nacions Unides a Geòrgia (UNOMIG) fins al 30 de juny de 1994.
El Consell va destacar la situació urgent a Geòrgia creada per la gran quantitat de desplaçats procedents d'Abkhàzia i el dret perquè tornin a casa. També va reafirmar la integritat territorial i la sobirania de Geòrgia. Es va instar a ambdues parts a reprendre les negociacions al més aviat possible cap a un acord polític i l'estatus polític d'Abkhàzia, basant-se en els principis establerts en anteriors resolucions del Consell de Seguretat, de manera que es pogués considerar la possibilitat d'una força de manteniment de la pau.
Es va demanar a la comunitat internacional que contribueixi perquè Geòrgia pugui superar les conseqüències del conflicte. Després d'ampliar el mandat de la UNOMIG, va instar les parts de Geòrgia a garantir la seguretat del personal de les Nacions Unides i permetre'l la lliure circulació. Es va demanar al Secretari General Boutros Boutros-Ghali que informés al Consell, el 21 de juny de 1994, sobre el progrés de les negociacions i la situació sobre el terreny, atenent a circumstàncies que podrien justificar la necessitat d'un força de manteniment de la pau.